# Maite Perroni
Maite Perroni Beorlegui (n.9 martie 1983, Ciudad de México) este o actriță și cântăreață mexicană. Este cunoscută pentru rolul în telenovela Rebelde 2004 și pentru alte roluri. În anul 2004 a devenit cunoscută pe plan muzical internațional datorită formației RBD.

## Biografie
Maite s-a născut în Ciudad de México, dar a crescut în Guadalajara, unde a locuit aproximativ 12 ani. Maite are doi frați: Adolfo, cu trei ani mai mic și Francisco (Paco), cu nouă ani mai mic.
A urmat studii de actorie la CEA (Centro de educación artística) aparținând canalului de televiziune Televisa timp de 3 ani și a absolvit cursurile în 2003.
A debutat ca actriță în Rebelde, unde a interpretat rolul Lupitei, o fată umilă care are șansa de a intra la Elite Way School, unul dintre colegiile cele mai prestigioase din Mexic. Formația RBD s-a format în timpul telenovelei, în anul 2004, avându-i ca membri pe Maite alături de Dulce María, Christian Chávez, Anahí, Christopher von Uckermann și Alfonso Herrera, și a reprezentat un fenomen în America Latină, Statele Unite și Europa. Din păcate, grupul RBD s-a destrămat la sfarșitul anului 2008, susținând un ultim concert la Madrid pe data de 21 decembrie 2008. Apoi a filmat pentru alte seriale și în prezent s-a lansat solo pe plan muzical.

## Discografie
- Rebelde (2004); albumul de debut al grupului RBD, lansat în noiembrie 2004 în Mexic.
- Tour Generación RBD en Vivo (2005); primul DVD al grupului RBD.
- Nuestro Amor (2005); lansat în Mexic în septembrie 2005, are și o versiune în portugheză.
- Live in Hollywood (2006); filmat pe 21 ianuarie live in Los Angeles.
- Celestial(2006); lansat pe 21 de noiembrie 2006 în Mexic.
- Rebels (2006); primer disco en inglés de RBD y cuarto álbum de estudio lanzado el 19 de diciembre de 2006 en EEUU y seguidamente en Latinoamerica y España. Cuenta con temas de sus anteriores discos y temas nuevos.
- DVD Live in Rio (2006); concertul din data de 8 octombrie 2006 -Rio de Janeiro.
- DVD Hecho en España (2007)
- Empezar Desde Cero (2007); al patrulea material discografic al grupului.
- Para olvidarte de mi (2009); al cincilea și ultimul disc RBD.

### Solista

#### Albume
| An   | Álbum |
| ---- | --- |
| 2013 | Eclipse de luna‬ - Lansare: 27 de agosto de 2013 - Discografie: Warner Music - Format: CD, descarga digital |

#### Melodie
- 2013: «Tú y Yo»

Soundtrack
- 2008: «Esta Soledad» (Cuidado Con El Ángel)
- 2008: «Solo Contigo» (Cuidado Con El Ángel)
- 2008: «Separada de Tí» (Cuidado Con El Ángel)
- 2009: «Mi Pecado» feat Reik (Mi Pecado)
- 2009: «Será Mi Pecado Ser Mujer» (Mi Pecado)
- 2010: «A Partir de Hoy» feat Marco Di Mauro (Triunfo del Amor)
- 2012: «Te Daré Mi Corazón» (Cachito de Cielo)
- 2014: «Vas A Querer Volver» (La Gata)

## Filmografie
- 2004-2006: Rebelde, 440 de episode; rol: "Lupita" Guadalupe Fernández - Protagonistă
- 2007: RBD: La Familia, 13 episoade; rol: May - Protagonistă
- 2007: Lola, Erase Una Vez, participare specială, ea însăși
- 2008-2009: Cuidado con el Angel, 195 de episoade; rol: Maria de Jesus "Marichuy" Velarde de San Roman/Alejandra Robles/Lirio - Protagonistă
- 2009: Mi Pecado; rol: Lucrecia Córdoba - Protagonistă
- 2010: Mujeres Asesinas; rol: Estela Blanco (Las Blanco, Viudas) Un episod
- 2010: Cena de Matrimonios, teatru; rol: Elisa
- 2010-2011: El Triunfo Del Amor; rol: Maria Desamparada - Portagonistă
- 2012: Cachito de Cielo; rol: Renata Landeros - Protagonistă
- 2014: La Gata; rol: Esmeralda
- 2015: Antes muerta que Lichita; rol: Alicia Gutierrez - Protagonistă

## Premii

### Billboard Latinos
| An   | Categorie                         | Creație                  | Rezultat     |
| ---- | --------------------------------- | ------------------------ | ------------ |
| 2008 | Gira del Año                      | Empezar desde cero       | Nominalizare |
| 2008 | Album Pop del Año (Duo o Grupo)   | Empezar desde cero       | Nominalizare |
| 2007 | Album Pop del Año (Duo o Grupo)   | Celestial                |              |
| 2007 | Tour Del Año                      | Tour Generación RBD 2006 |              |
| 2006 | Album Pop del Año (Revelación)    | Rebelde                  |              |
| 2006 | Album Pop del año (Duo o Grupo)   | Rebelde                  |              |
| 2006 | Canción Pop del año (Duo o Grupo) | Solo quedate en Silencio |              |

### Premios Juventud
| An   | Categorie                       | Creație                                      | Rezultat     |
| 2008 | En la mira del paparazzi        | RBD                                          | Nominalizare |
| 2008 | Chica que me quita el sueño     | Maite Perroni                                | Nominalizare |
| 2008 | Mi artista Pop                  | RBD                                          | Nominalizare |
| 2008 | Mi video favorito               | RBD Empezar Desde Cero                       | Nominalizare |
| 2008 | Mi video favorito               | RBD Inalcanzable                             | Nominalizare |
| 2008 | Canción corta - venas           | RBD Inalcanzable                             | Nominalizare |
| 2008 | Mi concierto favorito           | RBD Celestial Tour / Empezar Desde Cero Tour | Nominalizare |
| 2008 | Me muero sin ese CD             | RBD Empezar Desde Cero                       | Nominalizare |
| 2008 | La más pegajosa                 | RBD Inalcanzable                             | Nominalizare |
| 2008 | La más pegajosa                 | RBD Empezar Desde Cero                       | Nominalizare |
| 2008 | Voz del momento                 | RBD                                          | Nominalizare |
| 2008 | La combinación Perfecta         | RBD y Jowell y Randy ("Inalcanzable")        | Nominalizare |
| 2007 | Voz del momento                 | RBD                                          |              |
| 2007 | Canción cortavenas              | Algún día                                    |              |
| 2007 | Tu CD Favorito                  | Celestial                                    |              |
| 2007 | Mi Concierto Favorito           | RBD                                          |              |
| 2007 | Artista POp Favorito            | RBD                                          |              |
| 2007 | El más buscado                  | RBD                                          |              |
| 2006 | Voz del momento                 | RBD                                          | Câștigători  |
| 2006 | Canción más pegajosa            | Aun hay Algo                                 | Câștigători  |
| 2006 | El más buscado                  | Rebelde                                      | Câștigători  |
| 2006 | Album Pop del año (Duo o Grupo) | Rebelde                                      |              |
| 2006 | Mi ídolo es...                  | RBD                                          | Câștigători  |
| 2006 | En la mira del paparazzi        | RBD                                          | Câștigători  |
| 2006 | Me muero sin ese CD             | Nuestro Amor                                 | Câștigători  |
| 2006 | Canción Corta-venas             | Este Corazón                                 | Câștigători  |
| 2006 | Artista Pop Favorito            | RBD                                          | Câștigători  |
| 2006 | Mi concierto Favorito           | RBD                                          | Câștigători  |
| 2005 | Voz del momento (Grupo)         | RBD                                          | Câștigători  |
| 2005 | Me muero sin ese CD             | Rebelde                                      | Câștigători  |
| 2005 | Mi balada Favorita              | Solo quedate en Silencio                     | Câștigători  |
| 2005 | Celebridad Hispana              | RBD lo mejor                                 | Câștigători  |

### Premios Lo Nuestro
| An   | Categorie                       | Creație      | Rezultat    |
| 2007 | Album Pop del Año (Duo o Grupo) | Nuestro Amor | Câștigători |
| 2007 | Grupo Del Año                   | RBD          | Câștigători |
| 2006 | Grupo Revelación Pop del Año    | RBD          | Câștigători |

### Premios TVyNovelas
| An   | Categorie            | Telenovela           | Rezultat     |
| ---- | -------------------- | -------------------- | ------------ |
| 2009 | Mejor actriz juvenil | Cuidado con el ángel | Câștigătoare |